# Хамърсли (хребет)
Хамърсли (на английски: Hamersley Range) е планински хребет в щата Западна Австралия, в северозападната част на обширното Западноавстралийско плато. Простира се на 260 km от запад-северозапад на изток-югоизток между долините на епизодичните реки Фортескю на север и Ашбъртън на юг. На изток се свързва с по-ниския хребет Офталмия (1053 m). Максималната му височина е връх Мехори (1249 m). Изграден е от кристалинни скали и пясъчници. Билните му части са заравнени, а северните му склонове стръмно се спускат към долината на река Фортескю. И северните, и южните му склонове са дълбоко разчленени от левите притоци на Фортескю и десните (Тури Крийк, Харди и др.) на Ашбъртън. Склоновете му са заети от редки житни треви от рода Спинифекс, а по долините на крийковете се срещат малки евкалиптови и акациеви горички. В хребета Хамърсли се добива 90% от желязната руда в Австралия. Находището се експлоатира от 1964 г. и общите му запаси се изчисляват на около 20 млрд. т хематитова руда (със средно съдържание на Fe 60%) и около 12 млрд. т гетитова руда (със средно съдържание на Fe 53 – 55%). Средният годишен добив е около 80 млн. т.
Хребетът Хамърсли е открит на 12 юни 1861 г. и първично изследван и топографски картиран от австралийския изследовател Франсис Томас Грегъри, който го наименува в чест на Едуард Хамърсли (1810 – 1874), търговец на овце и спонсор на експедицията.